# Ilka Soares
Ilka Hack Soares (Rio de Janeiro, 21 de junho de 1932 – Rio de Janeiro, 18 de junho de 2022) foi uma atriz, modelo e apresentadora de programas de televisão brasileira.
Uma das mulheres mais belas do Brasil dos anos 1950, 60, 70 e 80. Fez sua estreia no cinema em 1949 no filme Iracema (uma adaptação do romance homônimo de José de Alencar). Passou ainda pelos estúdios da Vera Cruz e Atlântida.
Na TV apresentou programas jornalísticos e de variedades. Foi também capa de revistas e desfilou em passarelas como modelo profissional. Acompanhou o ator Rock Hudson em visita ao Brasil em 1958. Em 1971 começou a atuar no teatro e televisão, destacando-se em telenovelas da Rede Globo como Bandeira 2 (1971), Anjo Mau (1976), Locomotivas (1977), Champagne (1983), Corpo a Corpo (1984) e Mandala (1987). Apresentou também o Jornal de Verdade (Tv Rio e Tv Globo)
Foi casada com Anselmo Duarte, teve dois filhos: Anselmo Duarte Jr. e Lydia Soares Duarte e, com Walter Clark, uma filha: Luciana Clark Bueno. Em junho de 1984 foi a brasileira com mais idade (52 anos) a posar nua para a revista Playboy, marca superada em abril de 2003 por Helô Pinheiro, com 57 anos.

## Biografia
Ilka Hack Soares nasceu em 21 de junho de 1932 em Vila Isabel, Rio de Janeiro, mas durante sua infância morou em Laranjeiras e Botafogo, na época em que seu pai trabalhava lá. Era filha de Elísio Ribeiro Soares, prático de laboratório, e de Orminda Hack. Seus pais divorciaram-se quando Ilka era jovem resultando na perda parcial de contato com sua família paterna. A família de sua mãe era de ascendência alemã e francesa sendo o seu avô materno um alemão chamado Joachim Hack, que morreu quando sua mãe tinha apenas dois anos.
Sua carreira iniciou em 1947 devido a um concurso de Miss Brasil promovido pelo Jornal O Globo. Ilka concorria como Miss Distrito Federal. Nesta época, e até 1960, o Rio de Janeiro era a capital do Brasil, portanto, Distrito Federal. Como sua mãe não tinha condições financeiras para comprar-lhe vestidos novos a cada semana, o que era exigido no concurso, Ilka chegou a cogitar em desistir da competição, mas após conversar com os organizadores do evento eles conseguiram um patrocínio para que ela pudesse continuar. Durante o concurso ela conheceu Vitório Cardinalli, Enrico Ferrari e Ugo Lombardi, pai de Bruna Lombardi. Eles a convidaram para participar de um teste para o filme Iracema, baseado na obra homônima de José de Alencar. Os testes aconteceram nos Estúdios Carmen Santos, na Tijuca. Foi selecionada e gravaram durante oito meses. Ilka recebeu Cr$ 20 000 cruzeiros para participar do filme. O filme foi lançado em 1949 e, infelizmente, nenhuma cópia resistiu ao tempo. Pelo desempenho nesta sua estreia no cinema Ilka Soares recebeu o Prêmio de Atriz Revelação da Revista A Cena Muda.
Ilka logo depois seria contratada pela Vera Cruz, onde atuaria em diversos filmes, tais como "Echarpe de Seda", "Katucha" (ao lado de Milton Carneiro e José Lewgoy), Modelo 19, Esquina da Ilusão e Floradas na Serra, este último recebedor de inúmeros prêmios no ano de 1954 e com um elenco estelar que contava com Cacilda Becker, Jardel Filho e Rubens de Falco, entre outros. Nesse período Ilka passou a ser mais bem remunerada, possibilitando uma vida confortável para ela e sua mãe. Comprou um carro, apesar de não saber dirigir. Certo dia Ilka levou Dercy Gonçalves e outras pessoas para um passeio, Dercy ao saber que Ilka não sabia dirigir queria sair rapidamente do carro e exclamava que Ilka era louca, mas chegaram todas salvas ao destino.
Na sua passagem pela Atlântida Cinematográfica, entre 1955 e 1959, atuou em várias comédias e chanchadas. Alguns dos seus trabalhos nesta fase foram Carnaval em Marte, Depois Eu Conto e Pintando o Sete. Contracenou com Oscarito, Grande Otelo, Cyll Farney, sempre com destaque e compondo o elenco principal. Em livro autobiográfico Ilka revela que o verdadeiro criador das chanchadas não foi Carlos Manga e sim Watson Macedo.
Nesta mesma época Ilka foi convidada por Sérgio Porto, mais conhecido como Stanislau Ponte Preta, a participar do concurso que ele promovia sobre as personalidades femininas de destaque no mundo do Teatro, do Cinema e da Televisão. "As Certinhas do Lalau". Além do desempenho artístico as famosas eram avaliadas pelo público por sua beleza. As fotos das concorrentes eram diariamente publicadas no jornal, para a votação do público. E Ilka foi a vencedora no ano de 1958.
Clarice Lispector assinava algumas colunas da revista Senhor durante 1960 com o nome Ilka Soares. Ilka morava a um prédio de distância de Clarice, no Leme. Ilka encontrou Clarice uma única vez no apartamento da escritora, apesar de terem sido vizinhas por anos.
Em 1962 Ilka deu de presente um berço ao recém-nascido filho de uma colega de trabalho da Escola de Modelos Socila. O menino em questão, talvez inspirado pelo presente da atriz, veio a tornar-se o premiado ator e diretor Paulo Leão.
Namorou durante alguns anos o também ator Miro Cerni, mas o relacionamento acabou no início dos anos de 1950, Miro era muito ciumento. Logo depois casaria-se com Anselmo Duarte, havia conhecido-o por volta de 1951.
Prêmio Especial do Júri Oficial do Festival de Cinema de Recife em 2013 para as atrizes Carmem Verônica, Daisy Lúcidi e Ilka Soares.
Faleceu em 18 de junho de 2022, na Clínica São Vicente, no Rio de Janeiro.

## Trabalhos

### Filmografia
| Ano  | Título              | Personagem       | Notas         |
| ---- | ------------------- | ---------------- | ------------- |
| 1949 | Iracema             | Iracema          | Filme Perdido |
| 1950 | Écharpe de Seda     | Filha do Diretor | Filme Perdido |
| 1950 | Katucha             |                  |               |
| 1950 | Modelo 19           | Helen            |               |
| 1951 | Maior que o Ódio    | Izilda           |               |
| 1952 | Três Vagabundos     | Irene            |               |
| 1953 | Esquina da Ilusão   | Luísa            |               |
| 1954 | Floradas na Serra   | Elza             |               |
| 1955 | Carnaval em Marte   | Lídia            |               |
| 1955 | Sonho de Outono     |                  |               |
| 1956 | Depois Eu Conto     | Marilu           |               |
| 1960 | Pintando o Sete     | Sílvia           |               |
| 1987 | Brasa Adormecida    | Tia Aury         |               |
| 2001 | Copacabana          | Lily             |               |
| 2006 | Gatão de Meia Idade | Dona Alda        |               |
| 2013 | Vendo ou Alugo      | Clotilde         |               |

### Televisão
| Ano  | Título                           | Personagem                | Notas                                                      |
| ---- | -------------------------------- | ------------------------- | ---------------------------------------------------------- |
| 2007 | Mandrake                         | Dona Marisa               | Episódio: Brasília                                         |
| 2006 | A Diarista                       | Julieta                   | Episódio: Luz, Câmera... Inanição                          |
| 2006 | A Diarista                       | Alícia                    | Episódio: Garoto de Ipanema                                |
| 2006 | Cobras & Lagartos                | Socialite                 | Participação especial                                      |
| 2005 | Mandrake                         | Dona Marisa               | Episódio: A Cidade Não é Aquilo Que Se Vê do Pão de Açúcar |
| 1998 | Pecado Capital                   | Hortência                 |                                                            |
| 1998 | Você Decide                      | —                         | Episódio: Síndrome                                         |
| 1997 | Malhação                         | Aurora                    | Participação: Temporada 3                                  |
| 1996 | Caça Talentos                    | Mulher Leopardo           |                                                            |
| 1994 | Você Decide                      | Diretora do Orfanato      | Episódio: Anjos Sem Asas                                   |
| 1993 | Caso Especial                    | Sinhazinha                | Episódio: Menino de Engenho                                |
| 1992 | Você Decide                      | —                         | Episódio: Amor Discreto                                    |
| 1992 | Deus Nos Acuda                   | Esposa do Dr. Alfredo     | Participação Especial                                      |
| 1990 | La Mamma                         | Naná                      | Especial de TV                                             |
| 1990 | Barriga de Aluguel               | Mimi                      |                                                            |
| 1990 | Rainha da Sucata                 | Júlia                     |                                                            |
| 1989 | Top Model                        | Clarice                   |                                                            |
| 1989 | Que Rei Sou Eu?                  | Marquesa de Lorredan      |                                                            |
| 1987 | Mandala                          | Lena Barros               |                                                            |
| 1986 | Novo Amor                        | Marisa                    |                                                            |
| 1985 | Jogo do Amor                     | Diva                      |                                                            |
| 1984 | Corpo a Corpo                    | Márcia                    | [ 8 ]                                                      |
| 1983 | Champagne                        | Tereza                    |                                                            |
| 1983 | Louco Amor                       | Márcia Acácio             | [ 9 ]                                                      |
| 1983 | Caso Verdade                     | —                         | Episódio: O Viúvo Solitário                                |
| 1982 | Elas por Elas                    | Mafalda Contreras         | Participação                                               |
| 1981 | Plumas e Paetês                  | Marilena Galvão           | Participação                                               |
| 1980 | Chega Mais                       |                           |                                                            |
| 1979 | Plantão de Polícia               | —                         | Episódio:O Crime do Vidigal                                |
| 1978 | Te Contei?                       | Helena                    |                                                            |
| 1977 | Locomotivas                      | Celeste                   |                                                            |
| 1976 | Anjo Mau                         | Marilu                    |                                                            |
| 1974 | O Espigão                        | Milu Graça Lima           |                                                            |
| 1972 | O Bofe                           | Suzana Leopoldina         |                                                            |
| 1971 | Bandeira 2                       | Valéria                   |                                                            |
| 1971 | O Cafona                         | Vera                      |                                                            |
| 1969 | Festival Internacional da Canção | Ela Mesma                 | Apresentadora                                              |
| 1968 | Festival Internacional da Canção | Ela Mesma                 | Apresentadora                                              |
| 1966 | Noite de Gala                    | Ela Mesma                 | Apresentadora                                              |
| 1959 | Grande Teatro Tupi               | —                         | Episódio: O Morro dos Ventos Uibantes                      |
| 1956 | Noite de Gala                    | Ela Mesma / Apresentadora | TV Rio                                                     |